# 천안시의 마천루 목록
대한민국 충청남도 천안시의 마천루 목록이다. 대한민국의 「초고층 및 지하연계 복합건축물 재난관리에 관한 특별법」에 따르면 '초고층 건축물' 이란 층수가 50층 이상 또는 높이가 200m 이상인 건축물을 말한다.

## 마천루 순위
본 목록은 완공되었거나, 상량식을 끝낸 마천루이다.
| 순위 | 이름                                           | 사진 | 위치          | 높이 | 층수 | 완공 연도 | 비고              |
| ---- | ---------------------------------------------- | ---- | ------------- | ---- | ---- | --------- | ----------------- |
| 1    | 천안 펜타포트 103동                            |      | 서북구 불당동 | 239m | 66층 | 2011년    | [ 1 ] [ 2 ] [ 3 ] |
| 2    | 힐스테이트 천안 103동                          |      | 동남구 오룡동 | 163m | 47층 | 2021년    | [ 4 ]             |
| 3    | 천안 펜타포트 101동                            |      | 서북구 불당동 | 151m | 45층 | 2011년    | [ 5 ] [ 6 ]       |
| 4    | 천안역사동아라이크텐 104동                     |      | 서북구 와룡동 | 149m | 48층 | 2021년    | [ 7 ]             |
| 5=   | 천안 불당 시티프라디움 3차 301동               |      | 서북구 불당동 | 143m | 47층 | 2018년    | [ 8 ]             |
| 5=   | 천안 불당 시티프라디움 3차 302동               |      | 서북구 불당동 | 143m | 47층 | 2018년    | [ 9 ]             |
| 5=   | 천안 불당 시티프라디움 3차 303동               |      | 서북구 불당동 | 143m | 47층 | 2018년    | [ 10 ]            |
| 5=   | 천안 불당 시티프라디움 3차 304동               |      | 서북구 불당동 | 143m | 47층 | 2018년    | [ 11 ]            |
| 5=   | 천안 불당 시티프라디움 3차 305동               |      | 서북구 불당동 | 143m | 47층 | 2018년    | [ 12 ]            |
| 5=   | 천안 불당 시티프라디움 3차 306동               |      | 서북구 불당동 | 143m | 47층 | 2018년    | [ 13 ]            |
| 5=   | 천안역사동아라이크텐 103동                     |      | 서북구 와촌동 | 143m | 48층 | 2021년    | [ 14 ]            |
| 12=  | 천안 불당 시티프라디움 리더스 4차 401동        |      | 서북구 불당동 | 141m | 47층 | 2020년    | [ 15 ]            |
| 12=  | 천안 불당 시티프라디움 리더스 4차 402동        |      | 서북구 불당동 | 141m | 47층 | 2020년    | [ 16 ]            |
| 14   | 천안 펜타포트 102동                            |      | 서북구 불당동 | 139m | 41층 | 2011년    | [ 17 ] [ 18 ]     |
| 15   | 천안 불당 시티프라디움 3차 307동               |      | 서북구 불당동 | 138m | 45층 | 2018년    | [ 19 ]            |
| 16=  | 천안역사 동아라이크텐 101동                    |      | 서북구 와촌동 | 137m | 46층 | 2021년    | [ 20 ]            |
| 16=  | 천안역사 동아라이크텐 102동                    |      | 서북구 와촌동 | 137m | 46층 | 2021년    | [ 21 ]            |
| 18=  | 힐스테이트 천안 101동                          |      | 동남구 문화동 | 136m | 44층 | 2021년    | [ 22 ]            |
| 18=  | 힐스테이트 천안 102동                          |      | 동남구 문화동 | 136m | 44층 | 2021년    | [ 23 ]            |
| 20   | 천안불당 시티프라디움 3차 308동                |      | 서북구 불당동 | 133m | 44층 | 2018년    | [ 24 ]            |
| 21=  | 천안불당 중흥S-클래스 프라디움레이크 2차 101동 |      | 서북구 불당동 | 121m | 40층 | 2016년    | [ 25 ]            |
| 21=  | 천안불당 중흥S-클래스 프라디움레이크 2차 102동 |      | 서북구 불당동 | 121m | 40층 | 2016년    | [ 26 ]            |
| 21=  | 천안불당 중흥S-클래스 프라디움레이크 2차 109동 |      | 서북구 불당동 | 121m | 40층 | 2016년    | [ 27 ]            |
| 21=  | 천안불당 중흥S-클래스 프라디움레이크 2차 110동 |      | 서북구 불당동 | 121m | 40층 | 2016년    | [ 28 ]            |
| 25=  | 천안불당 중흥S-클래스 프라디움레이크 2차 103동 |      | 서북구 불당동 | 118m | 39층 | 2016년    | [ 29 ]            |
| 25=  | 천안불당 중흥S-클래스 프라디움레이크 2차 107동 |      | 서북구 불당동 | 118m | 39층 | 2016년    | [ 30 ]            |
| 25=  | 천안불당 중흥S-클래스 프라디움레이크 2차 108동 |      | 서북구 불당동 | 118m | 39층 | 2016년    | [ 31 ]            |
| 25=  | 천안불당 중흥S-클래스 프라디움레이크 2차 104동 |      | 서북구 불당동 | 115m | 38층 | 2016년    | [ 32 ]            |
| 25=  | 천안불당 중흥S-클래스 프라디움레이크 2차 105동 |      | 서북구 불당동 | 115m | 38층 | 2016년    | [ 33 ]            |
| 25=  | 천안불당 중흥S-클래스 프라디움레이크 2차 106동 |      | 서북구 불당동 | 115m | 38층 | 2016년    | [ 34 ]            |
| 31=  | 성성 비스타동원 102동                          |      | 서북구 성성동 | 114m | 39층 | 2024년    | [ 35 ]            |
| 31=  | 성성 비스타동원 103동                          |      | 서북구 성성동 | 114m | 39층 | 2024년    | [ 36 ]            |
| 31=  | 성성 비스타동원 106동                          |      | 서북구 성성동 | 114m | 39층 | 2024년    | [ 37 ]            |
| 31=  | 성성 비스타동원 107동                          |      | 서북구 성성동 | 114m | 39층 | 2024년    | [ 38 ]            |
| 35=  | 천안시티자이 104동                             |      | 서북구 성성동 | 112m | 39층 | 2018년    | [ 39 ]            |
| 35=  | 천안시티자이 108동                             |      | 서북구 성성동 | 112m | 39층 | 2018년    | [ 40 ]            |
| 37=  | 성성 비스타동원 104동                          |      | 서북구 성성동 | 111m | 38층 | 2024년    | [ 41 ]            |
| 37=  | 성성 비스타동원 105동                          |      | 서북구 성성동 | 111m | 38층 | 2024년    | [ 42 ]            |
| 39=  | 천안 레이크타운 푸르지오 104동                 |      | 서북구 성성동 | 110m | 39층 | 2017년    | [ 43 ]            |
| 39=  | 천안 레이크타운 푸르지오 203동                 |      | 서북구 성성동 | 110m | 39층 | 2017년    | [ 44 ]            |
| 39=  | 천안 레이크타운 푸르지오 204동                 |      | 서북구 성성동 | 110m | 39층 | 2017년    | [ 45 ]            |
| 39=  | 천안 레이크타운 푸르지오 207동                 |      | 서북구 성성동 | 110m | 39층 | 2017년    | [ 46 ]            |
| 39=  | 천안 레이크타운 푸르지오 208동                 |      | 서북구 성성동 | 110m | 39층 | 2017년    | [ 47 ]            |

## 미완공 마천루

### 공사중인 마천루
이 목록은 현재 충청남도 천안시에서 공사가 진행중인 마천루이다.
| 이름                             | 상태   | 위치          | 높이 | 층수 | 완공 예정  | 비고   |
| -------------------------------- | ------ | ------------- | ---- | ---- | ---------- | ------ |
| 힐스테이트 천안역 스카이움 101동 | 공사중 | 서북구 성정동 | 160m | 49층 | 2027년 8월 |        |
| 힐스테이트 천안역 스카이움 102동 | 공사중 | 서북구 성정동 | 160m | 49층 | 2027년 8월 |        |
| 힐스테이트 천안역 스카이움 104동 | 공사중 | 서북구 성정동 | 160m | 49층 | 2027년 8월 |        |
| 힐스테이트 불당 더원 101동       | 공사중 | 서북구 불당동 | 159m | 49층 | 2027년 8월 | [ 48 ] |
| 힐스테이트 불당 더원 104동       | 공사중 | 서북구 불당동 | 159m | 49층 | 2027년 8월 | [ 49 ] |
| 트루엘 시그니처 천안역 101동     | 공사중 | 동남구 문화동 | 148m | 43층 | 2026년 7월 |        |
| 힐스테이트 불당 더원 102동       | 공사중 | 서북구 불당동 | -    | 47층 | 2027년 8월 | [ 50 ] |
| 힐스테이트 불당 더원 103동       | 공사중 | 서북구 불당동 | -    | 47층 | 2027년 8월 | [ 51 ] |
| 힐스테이트 천안역 스카이움 103동 | 공사중 | 서북구 불당동 | -    | 46층 | 2027년 8월 |        |
| 힐스테이트 천안역 스카이움 104동 | 공사중 | 서북구 불당동 | -    | 46층 | 2027년 8월 |        |
| 힐스테이트 천안역 스카이움 105동 | 공사중 | 서북구 불당동 | -    | 46층 | 2027년 8월 |        |
| 트루엘 시그니처 천안역 102동     | 공사중 | 동남구 문화동 | -    | 41층 | 2026년 7월 |        |

### 계획중인 마천루
현재 계획이 진행중인 마천루이다.
| 이름                            | 위치          | 높이 | 층수 | 완공 예정 | 비고 |
| ------------------------------- | ------------- | ---- | ---- | --------- | ---- |
| 천안 쌍용동 주상복합            | 서북구 쌍용동 | 260m | 69층 | 2026년    |      |
| 불당동 1413번지 오피스텔        | 서북구 불당동 | 186m | 49층 | -         |      |
| 불당동 1479-1번지 오피스텔      | 서북구 불당동 | 175m | 47층 | -         |      |
| 루센트리 천안                   | 동남구 영성동 | 166m | 49층 | -         |      |
| 봉명동 49-13번지 일원 주상복합  | 동남구 봉명동 | 164m | 49층 | -         |      |
| 문화구역 재개발                 | 동남구 문화동 | 160m | 49층 | -         |      |
| 성정동 196-16번지 일원 주상복합 | 서북구 성정동 | 158m | 29층 | -         |      |
| 성정동 197-1번지 일원 주상복합  | 서북구 성정동 | 157m | 45층 | -         |      |
| 영성동 102번지 일원 주상복합    | 동남구 영성동 | 152m | 48층 | -         |      |
| 오룡동 20번지 일원 주상복합     | 동남구 오룡동 | 145m | 45층 | -         |      |
| 성정동 212-2번지 일원 주상복합  | 서북구 성정동 | 144m | 47층 | -         |      |
| 대흥4구역 도시환경정비사업      | 동남구 대흥동 | 141m | 49층 | -         |      |
| 엘리프 오룡                     | 동남구 오룡동 | 138m | 49층 | -         |      |
| 천안역세권 혁신지구 주상복합    | 서북구 와촌동 | 132m | 40층 | -         |      |

### 취소된 마천루
이 목록은 충청남도 천안시에서 건설이 취소된 473m 이상의 마천루이다.
| 이름             | 위치          | 높이 | 층수  | 비고 |
| ---------------- | ------------- | ---- | ----- | ---- |
| 천안 스마트 타워 | 동남구 청룡동 | 473m | 103층 |      |

## 같이 보기
- 천안시
- 마천루 목록
- 아시아의 마천루 목록
- 대한민국의 마천루 목록